# Лобанов, Андрей Григорьевич
Андре́й Григо́рьевич Лоба́нов (21 августа 1914, деревня Рублёво (ныне Каменского района Свердловской области) — 28 июня 1942, около деревни Беловские Дворы, Курская область) — командир танковой роты 373-го танкового батальона 170-й танковой бригады 40-й армии Брянского фронта, старший лейтенант, Герой Советского Союза.

## Биография
Родился 21 августа 1914 года в деревне Рублёво ныне Каменского района Свердловской области в крестьянской семье. Русский. В 1929 году окончил начальную школу. Работал в сельском хозяйстве.
В РККА с 1936 года. В 1939 году окончил курсы младших лейтенантов. Служил на Дальнем Востоке, а затем в столице Башкирии — городе Уфе.
Участник Великой Отечественной войны с июня 1941 года. Сражался с врагом на Северо-Западном и Брянском фронтах.
Танковая рота 373-го танкового батальона (170-я танковая бригада, 40-я армия, Брянский фронт) под командованием старшего лейтенанта Андрея Лобанова 28 июня 1942 года в бою в Тимском районе Курской области, прикрывая сосредоточение танкового батальона, уничтожила 5 танков, 2 орудия и несколько автомашин с автоматчиками противника.
Гитлеровцы бросили против роты Лобанова ещё 20 танков, усилив огонь своей артиллерии. Но и эта атака была отражена, а на поле боя осталось ещё 11 подбитых танков, пять из которых уничтожил старший лейтенант Андрей Лобанов. Сотни вражеских солдат и офицеров были уничтожены огнём и проутюжены гусеницами советских танков.
В этом бою, до конца выполнив воинский долг, старший лейтенант Лобанов и его боевые товарищи погибли в горящем танке. На счету экипажа под его командованием — 10 подбитых танков противника.
Указом Президиума Верховного Совета СССР «О присвоении звания Героя Советского Союза начальствующему и рядовому составу Красной Армии» от 4 февраля 1942 года за «образцовое выполнение боевых заданий командования на фронте борьбы с немецкими захватчиками и проявленными при этом отвагу и геройство» удостоен посмертно звания Героя Советского Союза.

## Награды
Награждён орденами Ленина, Красной Звезды (приказ от 22.12.1941).

## Память
Похоронен в 2 километрах от деревни Беловские Дворы Тимского района Курской области. В селе Волобуевка Тимского района Курской области установлена памятная стела.